# Matt Asiata
Matt Asiata (Salt Lake City, 24 luglio 1987) è un ex giocatore di football americano statunitense che ha giocato nel ruolo di running back. Al college ha giocato a football presso l'Università dello Utah.

## Carriera universitaria
Dopo aver frequentato la Hunter High School nello Utah, Asiata decise di giocare per gli Utes dell'Università dello Utah, presso i quali il primo anno fu redshirt dopo essersi infortunato alla gamba nel primo incontro dell'anno. Nel suo anno da sophomore fu invece il leader della squadra per yard corse (707) in 13 partite disputate (1 da titolare) con un miglior risultato in una singola gara conseguito nel match contro la squadra delle Forze Aeree, in cui corse per 116 yard in 19 portate. Egli fu inoltre leader stagionale della squadre per portate (146), yard corse in media a partita (54,4) e touchdown (12).
Nel 2009 iniziò la stagione come titolare nelle prime 4 gare in programma, mettendo a segno 4 touchdown e correndo per 330 yard in 74 portate prima di patire nuovamente un infortunio al ginocchio che pose nuovamente fine anzitempo alla sua stagione. Nel 2010, ultimo suo anno con gli Utes, tornò nuovamente a disputare un'intera stagione scendendo in campo in tutti e 13 gli incontri e 7 volte come titolare, mettendo a segno 8 touchdown e correndo per 695 yard in 155 portate.

## Carriera professionistica

### Minnesota Vikings
Dopo non essere stato selezionato al Draft NFL 2010, Asiata giocò per un breve periodo per gli Omaha Nighthawks prima di essere svincolato ed ingaggiato dai Vikings che il 5 settembre lo inserirono nella squadra d'allenamento per poi rilasciarlo a loro volta due giorni dopo. Nel 2012 fu nuovamente testato dai Vikings tra training camp e pre-stagione, riuscendo questa volta ad ottenere un posto tra i 53 del roster, giocando in tutte e 16 le partite della stagione regolare e nell'NFC Wild Card Game, pur se mai come titolare, e correndo per sole 9 yard. Nel 2013 dopo aver corso per 67 yard e messo a segno 1 touchdown in preseason riuscì nuovamente a strappare un posto nel roster.
Dopo essere sceso in campo in 9 precedenti partite, per pochi snap e senza mettere a referto statistiche, il 15 dicembre Asiata scese per la prima volta in campo come titolare nella settimana 15 della stagione regolare 2013 a seguito del forfait per infortunio di Adrian Peterson e di Toby Gerhart. Egli ripagò la fiducia accordatagli dal capo-allenatore Leslie Frazier mettendo a referto 30 portate per 51 yard e 3 touchdown, contribuendo in maniera decisiva alla vittoria per 30-48 sui Philadelphia Eagles. In quella gara fece registrare i nuovi primati di franchigia per tentativi di corsa e touchdown su corsa in una singola gara.
Nella settimana 16 che vide i Vikings avere ragione dei Lions per 13-14 nell'ultima gara disputata al Metrodome prima della sua demolizione, Asiata ottenne nuovamente molto spazio, a seguito del secondo forfait contemporaneo di Peterson e Gerhart, mettendo a referto la prima partita in carriera con oltre 100 yard corse (115 in 14 tentativi ad una media di 8,2 yard a portata). Chiuse così la sua seconda stagione tra i professionisti con 44 portate per 166 yard corse e 3 touchdown in 11 partite, di cui una da titolare.
Il 5 marzo 2014 Asiata firmò per il terzo anno consecutivo un contratto annuale da 570.000 dollari, minimo salariale previsto dalla lega per un veterano. Nella settimana 4 contro i Falcons pareggiò il suo stesso record di franchigia segnando tre touchdown su corsa e si ripeté con altri 3 TD nella settimana 9 contro i Redskins, gare entrambe vinte da Minnesota. La sua stagione si chiuse al terzo posto nella NFL con 9 touchdown su corsa (più uno su ricezione), oltre a un primato personale di 570 yard corse.

## Statistiche
| Partite totali             | 42  |
| Partite totali da titolare | 10  |
| Yard su corsa              | 745 |
| Touchdown su corsa         | 12  |
| Yard su ricezione          | 312 |
| Touchdown su ricezione     | 1   |

Statistiche aggiornate alla stagione 2014